# Burni Langing
Burni Langing är ett berg i Indonesien.   Det ligger i provinsen Aceh, i den västra delen av landet, 1 600 km nordväst om huvudstaden Jakarta. Toppen på Burni Langing är 839 meter över havet.
Terrängen runt Burni Langing är kuperad åt nordost, men åt sydväst är den bergig.Runt Burni Langing är det mycket glesbefolkat, med 4 invånare per kvadratkilometer. Omgivningarna runt Burni Langing är en mosaik av jordbruksmark och naturlig växtlighet.